# Jivina (Mladá Boleslav-i járás)
Jivina település Csehországban, a Mladá Boleslav-i járásban. Jivina Mukařov, Horní Bukovina, Mnichovo Hradiště, Klášter Hradiště nad Jizerou, Mohelnice nad Jizerou és Neveklovice településekkel határos. Lakosainak száma 482 fő (2024. január 1.).

## Népesség
A település lakosságának változását az alábbi diagram mutatja:
| Lakosok száma | 312  | 340  | 434  | 318  | 313  | 401  | 463  | 475  | 480  | 482  |
|               | 1869 | 1890 | 1921 | 1950 | 1980 | 2001 | 2017 | 2019 | 2022 | 2024 |